# 东海学院大学短期大学部
东海学院大学短期大学部（日语：／ Tokai Gakuin Daigaku Tankidaigakubu *）是一所位于日本岐阜县各务原市的私立短期大学。前东海女子短期大学（日语：／ Tokai Joshi Tankidaigaku *）。

## 概要

### 简介
- 源流成立于1961年[1]。短期大学为于1963年开办[1]、由学校法人神谷学园经营。男女同校[2]从2008年。

### 历史
- 1963年 东海女子短期大学成立并同时设置一个学科即家政科[3]。
- 1964年 第二部成立于家政科（停办于1984年）[3]。
- 1965年 家政科分离为两个专攻即服装专攻[注 8]和食物专攻[3]。
- 1966年 两个学科即初等教育科、英文科（第一部、第二部）成立[3]。
- 1968年 英文科第二部招生最后、次年停止招生（正式停办于1976年3月31日）[3]。
- 1970年 生活设计专攻成立于家政科[3]。
- 1973年 初等教育科改编为儿童教育学科（分离为两个专攻即幼儿教育专攻和初等教育专攻）。两个学科变更为[3]。
  - 家政科→家政学科
  - 英文科→英文学科
- 2000年 家政学科变更为生活学科（[注 8]变更为衣生活专攻）、生活设计专攻改编为住生活专攻[3]。
- 2001年 人类福利学科成立、英文学科改编为沟通学科、生活学科三个专攻（衣生活专攻、食物营养专攻、住生活专攻）各自招生最后、次年停止招生[3]。
- 2002年 生活学科改编为食物营养学科[3]。
- 2006年 人类福利学科变更为护理福利学科[3]。
- 2007年 三个学科即沟通学科、食物营养学科、护理福利学科各自招生最后、次年停止招生（各自正式停办于2009年3月31日）[3]。
- 2008年 改校名为东海学院大学短期大学部、开始招収男学生[1]。
- 2010年 儿童教育学科初等教育专攻招生最后、次年停止招生[3]。
- 2011年 少年体育专攻[注 1]成立于儿童教育学科[3]。

### 宪章
- 请参看东海学院大学短期大学部的标志 （页面存档备份，存于） （日語） 2014年1月27日阅览。

## 学校环境
- 校区：在岐阜县各务原市

## 历任校长
- 神谷みゑ子：第一代短期大学校长[1]。
- 神谷真弓子：现在短期大学校长。就任于2013年[1]。

## 组织

### 学科
- 儿童教育学科
  - 幼儿教育专攻
  - 少年体育专攻[注 1]

### 前学科

#### 第一部
- 生活学科[注 2]
  - 衣生活专攻[注 4]
  - 食物营养专攻[注 3]
  - 住生活专攻[注 4]
- 儿童教育学科
  - 幼儿教育专攻
  - 初等教育专攻[注 5]
- 沟通学科[注 3]
- 人类福利学科[注 3]

#### 第二部
- 家政学科[注 6]
- 英文学科[注 7]

### 专科
| - 没有 |

### 业余课程
| - 没有 |

### 附属学校
| - 东海学院大学短期大学部附属东海第一幼儿园： - 东海学院大学短期大学部附属东海第二幼儿园： |

### 附属机关
| - 图书馆 |

## 知名校友
- 宫村爱子（前羽毛球运动员，前三得利所属，1996年夏季奥林匹克运动会出场）
- 关本祥子（前羽毛球运动员，前三洋电机所属）
- 井田贵子（前羽毛球选手，三洋电机→现在松下电器所属教练，2000年夏季奥林匹克运动会出场

## 相关链接
- 日本短期大学列表
- 东海学院大学